# Număr de înregistrare
Numărul de înregistrare este un număr de ordine care se dă la registratură, secretariat, arhivă, sau la diferite programe pentru computer. Termenul în unele cazuri se poate confunda cu cifrul sau codul.